# Leopold Suchodolski
Leopold Suchodolski herbu Janina (ur. 16 listopada 1845 w Wydrnej, zm. 11 września 1921 w Humniskach) – powstaniec styczniowy, furier oddziału gen. Jordana i Wróblewskiego, zesłaniec na Sybir, sekretarz gminy w Humniskach.

## Życiorys
Pochodził ze starej rodziny szlacheckiej wywodzącej się z XIV w. Był synem Sylwestra Suchodolskiego, którego w czasie rzezi galicyjskiej 1846 chłopi pobili i zawieźli do cyrkułu sanockiego. Po rzezi jego rodzina straciła majątek w Wydrnej. Wychowywał się u wuja Truszkowskiego w Brzozowie, który był burmistrzem.
Ukończył cztery klasy szkoły powszechnej, a następnie uczęszczał do gimnazjum w Rzeszowie. Pobierał również nauki j. francuskiego, j. łacińskiego oraz gry na fortepianie we dworze w Terce.
Na wieść o wybuchu powstania styczniowego mając 18 lat wstąpił na ochotnika do oddziałów gen. Zygmunta Jordana. Po przegranych walkach z Rosjanami, rozbiciu całego oddziału, powstańcy przedarli się na drugą stroną Wisły. Małe grupy powstańców nie mogły podjąć walki i zmuszeni byli do odwrotu. Przez cały czas byli ścigani przez dragonów. Po przegranych potyczkach cudem ocalały wrócił do Brzozowa. Mimo sprzeciwu rodziny, już po dwóch miesiącach postanowił wrócić do powstania. Jako doświadczony powstaniec zwerbował 24 ochotników. Dołączyli do oddziałów majora B. Etmanowicza i walczyli na terenie ziemi lubelskiej. 10 listopada 1863 otrzymał stopień furiera (podoficer). W wigilię Trzech Króli, w styczniu 1864 brał udział w bitwie pod Uścimowem. Tam został wzięty do niewoli, a potem zesłany na Sybir do guberni tomskiej.
Z zesłania wrócił do Brzozowa 10 kwietnia 1871 po ponad siedmiu latach. W Humniskach ożenił się z Marią Lorenc, z którą miał trzech synów (jeden z nich był księdzem) i dwie córki (jedna z nich była nauczycielką w Humniskach). Pracował jako sekretarz gminy. Udzielał się także jako organista. Zamieszkał w Humniskach. Został pochowany z honorami wojskowymi.